# 西亚偕街历史街区
西亚偕街历史街区（英語：West Argyle Street Historic District；別称北华埠、小西贡或小越南）是芝加哥上城的一处历史街区。2010年6月3日列入国家史迹名录。它占地约41英畝（0.17平方）；大致西到百老汇街，北到薇诺娜街，东到谢里登路，南到安斯利街。
此处的华埠以东南亚华侨、东南亚移民业主为主，规模不及位于南区的南华埠，芝加哥唐人街通常指的是南华埠。此地的华人移民源自1974年协胜公会带领市中心的一部华人向北搬迁而来，而以越南移民为主的东南亚移民源自西贡陷落来到芝加哥的难民。

## 历史
该区开发于19世纪80年代，是一个称为“亚偕公园”的郊区。开发商詹姆斯·A·坎贝尔以他的祖先苏格兰阿盖尔公爵命名。开发围绕在1885年开通的芝加哥，密尔沃基和圣保罗铁路的芝加哥-埃文斯顿新线的一个车站周围。这个村子，和湖景乡的其余部分，于1889年并入芝加哥。1908年，西北高架铁路从威尔逊大道向北延伸，使用芝加哥，密尔沃基和圣保罗铁路的轨道，将此区联入芝加哥地铁网，许多人想要住在密歇根湖湖滨，使得该区变得热门。

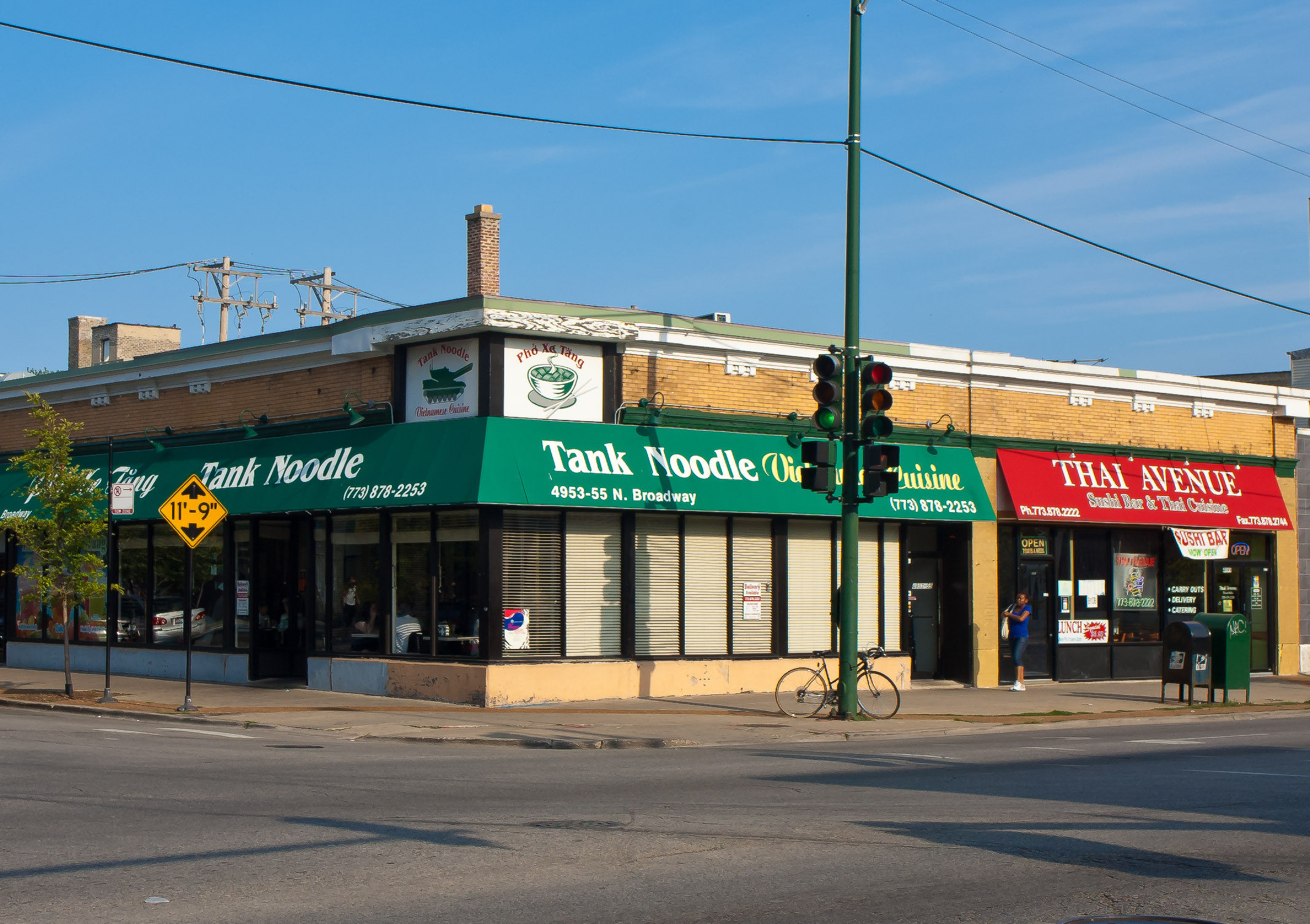
亚偕街与百老汇街拐角处的越南和泰国餐厅

沿亚偕街越南餐馆，面包店和商店，以及中国，柬埔寨，老挝和泰国店铺的浓度，使之获得绰号“小西贡” 或“小越南”。2010年6月3日，大致西到百老汇街，北到薇诺娜街，东到谢里登路，南到安斯利街的区域列入国家史迹名录。